# 葉念琛
葉念琛（英語：Patrick Yip Lim Shum，1975年3月19日—），原名江柏樑，香港演員、網誌影評作家及電影導演，聖文德書院校友，畢業於香港浸會大學歷史系。電影作品主題多數是青年三角戀愛情故事爲主，而劇中女主角的角色名大多叫「鍾家寶」、「鄺美寶」、「美寶」或「阿寶」。

## 電影/导演作品

### 导演
- 2004年 《甜絲絲》 My Sweetie 主演︰森美、鄧麗欣、樂基兒
- 2006年 《獨家試愛》 Marriage with a Fool 主演︰方力申、鄧麗欣、吳佩慈
- 2007年 《十分愛》 Love Is Not All Around 主演︰方力申、鄧麗欣、鍾嘉欣
- 2008年 《我的最愛》 L for Love, L for Lies 主演︰方力申、鄧麗欣、曾恺玹
- 2008年 《親愛的》 Forgive and Forget 主演︰曾愷玹、安志杰、杨爱瑾
- 2008年 《絕代雙嬌》 Nobody's Perfect 主演︰鄧麗欣、吴雨霏、森美
- 2009年 《保持愛你》 Love Connected 主演︰胡清蓝、谢安琪、唐素琪、鄧麗欣、側田、森美
- 2010年 《72家租客》 72 Tenants of Prosperity 主演︰曾志伟、张学友、袁咏仪、黃宗澤、鄧麗欣、王祖藍、鍾嘉欣
- 2010年 《婚前試愛》 Marriage with a Liar 主演︰周秀娜、羅仲謙、楊焉、沈志明
- 2011年 《隱婚男女》 Mr & Mrs Single 主演︰刘若英、陈奕迅、白冰、庾澄庆
- 2011年 《人約離婚後》 Love Is the Only Answer 主演︰佘詩曼、方力申、羅仲謙
- 2011年 《猛鬼愛情故事》 Hong Kong Ghost Stories 主演:謝婷婷、周秀娜、羅仲謙
- 2012年 《天生愛情狂》 Natural Born Lovers 主演:張智霖、劉心悠
- 2012年 《勇敢愛之末日來電》 Courageous Love 主演：陳喬恩、朱梓驍 （微電影）
- 2012年 《关于爱情的7件事》 There Is Something About Love 主演：陈嘉宝 （微電影）
- 2013年 《第一次不是你》 A Secret Between Us 主演：蔣家旻、馬志威
- 2013年 《溝女不離三兄弟》 （中譯：求愛大作戰）主演：沈震軒、陳奐仁、張建聲、連詩雅、莊思敏、吳若希、倪晨曦、蔣家旻、盧海鵬、林盛斌
- 2014年 《Delete愛人》 （中譯：百變愛人）主演：王祖藍、王菀之、許冠文、王敏德、張智霖、薛家燕
- 2015年 《十月初五的月光》 主演：張智霖、佘詩曼、薛家燕、陳喬恩、唐文龍
- 2015年 《紀念日》（中、台譯：分手再說我愛你） 主演﹕方力申、鄧麗欣、張繼聰、邵仲衡、李麗珍、石修、陳秀珠（獨家試愛十週年紀念版）
- 2016年 《失戀日》 主演：鄧麗欣、麥明詩
- 2017年 《愛情奴隷獸》  主演：方力申、蘇麗珊、袁文傑、高海寧
- 2018年 《我的情敵女婿》 主演：任達華、劉嘉玲、衛詩雅、麥玲玲
- 2020年 《我的筍盤男友》 主演：陳家樂、李靖筠
- 2020年 《阿索的故事》 主演：王菀之、梁漢文、姜皓文、蔡潔
- 2022年 《致命24小時》 主演：吳卓羲、潘燦良、湯怡、何佩瑜
- 2024年 《不是你不愛你》 主演：譚旻萱、陳昊森、蔣家旻
- 待上映 《唐伯虎》 主演：孫耀威、李子雄、吳啟華、李國麟

### 编剧
- 1997年 爱情 Love: Amoeba Style
- 1998年 初缠恋后的2人世界 Choh Chin Luen Hau Dik Yi Yan Sai Gaai
- 2002年 停不了的爱 Loving Him
- 2002年 忧忧愁愁的走了
- 2003年 行运超人 My Lucky Star
- 2003年 大丈夫 Men Suddenly In Black
- 2004年 甜丝丝 My Sweetie
- 2006年 獨家試愛 Marriage with a Fool
- 2007年 十分愛 Love Is Not All Around
- 2008年 我的最愛 L for Love, L for Lies
- 2008年 親愛的 Forgive and Forget
- 2008年 絕代雙嬌 Nobody's Perfect
- 2009年 保持愛你 Love Connected
- 2010年 72家租客 72 Tenants of Prosperity
- 2010年 婚前試愛 Marriage with a Liar
- 2012年 勇敢愛之末日來電 Courageous Love （微電影）
- 2013年 第一次不是你 A Secret Between Us 主演：蔣家旻、馬志威
- 2013年 溝女不離三兄弟 （中譯：求愛大作戰） 主演：沈震軒、陳奐仁、張建聲、莊思敏、連詩雅、吳若希、倪晨曦、蔣家旻、盧海鵬、林盛斌
- 2014年 Delete愛人 （中譯：百變愛人）主演：王祖藍、王菀之、許冠文、王敏德
- 2015年 小姐诱心（中譯：愛情攻略） 主演：劉心悠、周柏豪、庄思敏、姜皓文
- 2015年 十月初五的月光 主演：張智霖、佘詩曼、薛家燕、陳喬恩、唐文龍
- 2015年 沒女神探 主演：王菀之、周柏豪
- 2016年 PG戀愛指引
- 2017年 我要發達 主演：唐詩詠、林盛斌、麥玲玲
- 2018年 我的情敵女婿 主演：任達華、劉嘉玲、衛詩雅、麥玲玲
- 2022年 致命24小時 主演：湯怡

## 阿寶列表
- 葉念琛作品中的女主角，大多以「阿寶」命名，據鄧麗欣在一次訪問中透露，「阿寶」應為其初戀或最深刻的女朋友。除女主角外，部分葉念琛作品的配角角色也會以「阿寶」命名。

| 作品              | 演員                  |
| ----------------- | --------------------- |
| 獨家試愛          | 鄧麗欣                |
| 十分愛            | 鄧麗欣                |
| 我的最愛          | 鄧麗欣                |
| 保持愛你          | 鄧麗欣                |
| 紀念日            | 鄧麗欣                |
| 失戀日            | 鄧麗欣                |
| 絕代雙嬌          | 張惠雅                |
| 婚前試愛          | 楊焉                  |
| 人約離婚後        | 佘詩曼                |
| 猛鬼愛情故事—旅行 | 周秀娜                |
| 天生愛情狂        | 劉心悠                |
| 小姐誘心          | 劉心悠                |
| 勇敢愛之末日來電  | 陳喬恩                |
| 第一次不是你      | 蔣家旻                |
| Delete愛人        | 王菀之                |
| 沒女神探          | 王菀之                |
| 愛情奴隸獸        | 蘇麗珊                |
| 我的情敵女婿      | 劉嘉玲 蘇麗珊（少年） |
| 心冤              | 惠英紅                |
| 我的筍盤男友      | 李靖筠                |
| 致命24小時        | 湯怡                  |
| 阿索的故事        | 唐詩詠                |
| 美麗戰場          | 陳瀅                  |
| 不是你不愛你      | 譚旻萱                |

## 電影主題列表
| 標語作品          |                                       |
| ----------------- | ------------------------------------- |
| 獨家試愛          | 想愛一個人 卻愛多一個人               |
| 十分愛            | 愛盡每個人 傷盡每個心                 |
| 我的最愛          | 情場如戰場 要愛就要搶                 |
| 絕代雙嬌          | 好好對待你的敵人 因為 有天你會變成她  |
| 保持愛你          | 願時光保持不變 讓我愛你依然           |
| 婚前試愛          | 內疚永遠都是維繫一段感情的最好方法    |
| 人約離婚後        | 大膽去愛 小心地偷                     |
| 猛鬼愛情故事—旅行 | 香港好耐冇鬼片                        |
| 天生愛情狂        | 戀愛路上 你總會遇見過不正常的另一半   |
| 勇敢愛之末日來電  | 末日來臨，勇敢愛                      |
| 第一次不是你      | 我曾介意過你 但更介意失去了你         |
| Delete愛人        | Delete生命中的仇人 全世界都係我的愛人 |
| 小姐誘心          | 有心計的愛情才能天長地久？            |
| 紀念日            | 真愛難婚                              |
| 失戀日            | 相愛不在一起 不愛勉強一起             |
| 愛情奴隸獸        | 愛得深 痛得金 總有一隻喺左近          |

## 劇集作品

### 導演
- 2019年：《心冤》，FOX首部港產劇
- 2022年：《美麗戰場》，無綫電視劇集

### 監製
- 2022年：《美麗戰場》，無綫電視劇集

## 電台節目
- 2012年 香港數碼電台：大家「真」風騷

## 電視作品
- 2010年 10分試愛  Perfect Match 主持

## 獎項入圍
- 第40屆金馬獎 最佳原著劇本 《大丈夫》
- 第26屆香港電影金像獎 最佳新晉導演 《獨家試愛》

## 電視節目（亞洲電視）

### 2011年
- 撻著 - 嘉賓

## 電視節目（now觀星台）

### 2014年
- 102觀星總部 《港呢啲》 - 主持

## 外部連結
- 葉念琛的新浪微博
- 葉念琛的Facebook專頁
- 葉念琛的Instagram帳戶
- 葉念琛在时光网上的簡介（简体中文）
- 葉念琛在豆瓣上的资料（简体中文）
- 葉念琛在香港影庫上的簡介
- 葉念琛在互联网电影资料库（IMDb）上的資料（英文）